# سابوريا
سابوريا (التي تُنطق أحيانًا سانبوريا)، مجتمع مسلم يوجد في ولاية البنغال الغربية في الهند، وكذلك في بنغلاديش. تُعرف أيضًا باسم بيديا مال وسانبوي.

## الأصل
السابوريا هم مجتمع كانوا يمتهنون تقليديًا الحُواةٌ (ساحر الافاعي). وفقًا لبعض التقاليد، فإنهم متحولون من طبقة بيدو الهندوسية. يقال أن اسم سابوريا مشتق من الكلمة البنغالية سانب والتي تعني ثعبان، وسابوريا تعني حرفيا ساحر الثعابين. وهم يتحدثون لهجة خاصة بهم، لكن معظمهم يتحدثون البنغالية أيضًا ويوجدون بشكل رئيسي في مقاطعات ميدنابور وبربوم ومرشد أباد و هاوراه ونادية و24 بارجاناس. ويوجد السابوريا أيضًا في بنغلاديش.